# Gilles Bogui
Gilles Bogui, né le 26 décembre 1972, est un sprinteur ivoirien. Il participe au relais 4 × 100 mètres masculin aux Jeux olympiques d'été de 1992 en Espagne où il termine 8e. Son record personnel est au 100m est de 10s49 réalisé en 1990.